# Alchemilla hayirliogluorum
Alchemilla hayirliogluorum é uma espécie de rosácea do gênero Alchemilla, pertencente à família Rosaceae.